# Robert Ramsey (compositore)
Robert Ramsey (anni 1590 – 1644) è stato un organista e compositore inglese.

## Biografia
Conseguì un Bachelor of Music all'University of Cambridge nel 1616 e poi fu organista al Trinity College di Cambridge dal 1628 fino al 1644 e maestro del coro delle voci bianche, sempre al Trinity, dal 1637.
Negli anni 1630, così come John Hilton, compose dialoghi mitologici e biblici come Dives and Abraham, Saul and the Witch of Endor e Orpheus and Pluto.